# Dalima patularia
Dalima patularia är en fjärilsart som beskrevs av Walker 1860. Dalima patularia ingår i släktet Dalima och familjen mätare. Inga underarter finns listade i Catalogue of Life.

## Bildgalleri

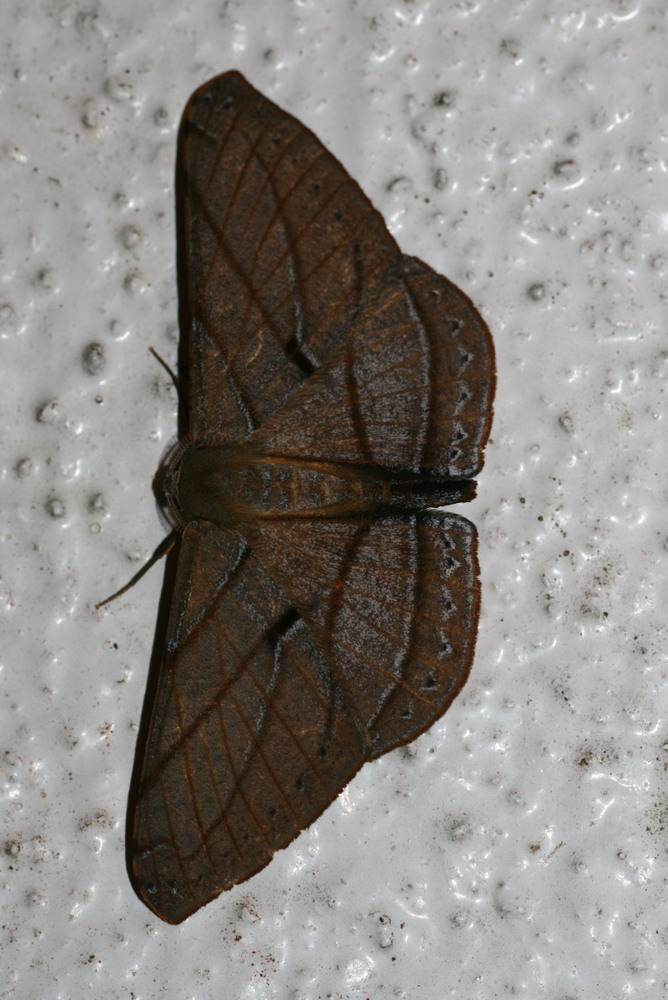